# I-mate
i-mate（阿拉伯文：‎），即原Carrier Devices公司，成立於2001年1月，是一家Windows Mobile智慧型手機生產商，Microsoft的金牌認證合作夥伴。公司總部位於阿拉伯聯合大公國的杜拜，在澳大利亞，意大利，英國，南非和美國設有分公司，2005年9月公司重組，之後組建於蘇格蘭的母公司i-mate plc在英國倫敦證券交易所AIM Market上市。

## 產品
i-mate產品為貼牌生產，主要分為兩大系列Ultimate，JAMA，早期由台灣的宏達電與英業達代工，目前由台灣華冠通訊，誠實科技與德信無線三家企業代工。
華冠通訊與誠實科技代工的Ultimate系列：
- Ultimate 6150
- Ultimate 8150
- Ultimate 8502
- Ultimate 9502

德信無線代工的JAMA系列：
- JAMA
- JAMA 101
- JAMA 201

宏達電代工的早期著名产品：
- Smartphone
- Smartflip
- JAM
- K-JAM
- JAMin
- JASJAM
- JASJAR

## 外部連結
- i-mate
- 泛鸿海集团智能型手机再下一城 诚实科技首获i-mate订单 与宏达电间接竞争[永久]